# Francisco Ramos Mejía (político)
Francisco Ramos Mejía (Buenos Aires, 28 de marzo de 1909-ibídem, abril de 2000) fue un abogado y político argentino del Partido Demócrata Cristiano, que se desempeñó como interventor federal de facto de la provincia de Tucumán en 1944, y como embajador de Argentina en Italia entre 1966 y 1970.

## Biografía
Nació en Buenos Aires en 1909, hijo del juez Francisco Ramos Mejía. En 1933, se recibió de abogado en la Facultad de Derecho y Ciencias Sociales de la Universidad de Buenos Aires. Luego trabajó en el servicio jurídico de Yacimientos Petrolíferos Fiscales hasta 1946, llegando a ser jefe del área.
En junio de 1944, fue designado interventor federal de la provincia de Tucumán por el presidente de facto Edelmiro Julián Farrell. Renunció al mes siguiente por diferencias políticas con el gobierno nacional.
En 1954, participó en la fundación del Partido Demócrata Cristiano. Integró la junta del partido en 1959, y se desempeñó como vicepresidente y luego como presidente del mismo entre 1960 y 1961. También fue director del Instituto de Estudios e Investigaciones del partido y convencional en la ciudad de Buenos Aires.
En 1966, fue designado embajador de Argentina en Italia por el presidente de facto Juan Carlos Onganía. Presentó sus cartas credenciales en octubre de ese año, al presidente italiano Giuseppe Saragat. También fue designado embajador concurrente en Chipre, siendo el primer representante argentino acreditado en ese país. Ocupó los cargos hasta 1970.
En los años siguientes, ejerció de abogado especializado en derecho comercial. También se desempeñó como presidente de algunas empresas y del Club Universitario de Buenos Aires.
Falleció en abril de 2000 en Buenos Aires, a los 91 años.